# Los años desnudos
Los años desnudos. Clasificada S es una película española, dirigida conjuntamente por Dunia Ayaso y Félix Sabroso, estrenada el 24 de octubre de 2008.
Tras largos años de censura, en los que el cine español tenía que mantener una moral rígida, llegó 1975 y, de repente, la gran pantalla empezó a desnudarse. Si antes las minifaldas eran lo más erótico que se podía ver en el cine, en ese momento empezaron a rodarse películas con mujeres que mostraban todo su cuerpo. Los años desnudos se ambienta en aquella etapa, conocida como el «destape».

## Sinopsis
Narra la historia de tres mujeres que coinciden en los rodajes de esas películas, que entonces se clasificaban con la letra S. Lina, Sandra y Eva se conocen en una de estas películas eróticas y posteriormente coinciden en varios rodajes. Se hacen amigas aunque, tras lograr un éxito efímero, cada una toma un camino diferente.

## Actores
La película está protagonizada por Candela Peña, Goya Toledo y la modelo Mar Flores. También participan en ella Antonio de la Torre, ganador del Goya a mejor actor secundario por AzulOscuroCasiNegro y Susana Estrada, una de las actrices que formaron parte de aquel cine del «destape».